# 第一度房室傳導阻滯
第一度房室傳導阻滯（1° AV Block），是心臟電傳導系統的疾病，是指PR節段長度超過0.2秒（5小格），且仍保持P波→QRS綜合波→T波的順序。